# 강현무
강현무 (1995년 3월 13일 ~)는 대한민국의 축구 선수로서 포지션은 골키퍼이다. 현재 FC 서울 소속이다.

## 클럽 경력
강현무는 2011년부터 2013년까지 포항 스틸러스 U-18 소속으로 포항제철고의 K리그 U-18 챌린지리그 3년 연속 우승에 기여하였다. 또한 2013년 전국 고등 축구리그 왕중왕전에서 경기당 1실점을 기록하며 팀의 대회 우승을 이끌어, 대회 최우수 골키퍼상을 수상하였다.
2014년 우선지명을 통해 포항 스틸러스에 입단하였다. 2017년 3월 12일, 광주 FC와의 리그 2라운드 경기에서 프로 입단 4년 만에 K리그 데뷔전을 치렀고, 팀의 2-0 승리를 이끌어냈다. 그 이후, 수원에서 임대되어 온 노동건과 주전 경쟁을 하며 좋은 모습을 보여주었다. 2018년에는 포항 스틸러스의 주전 골키퍼 자리를 차지하면서 K리그 전 경기에 풀타임 출장하는 활약을 펼치며 팀의 상위 스플릿 진출 및 4위 수성에 크게 기여하였다.
2018년과 2020년에는 전 경기 풀타임을 소화하며 K리그 특별상을 받으면서 맹활약을 펼쳤지만, 2021 시즌에는 9월 10일 대구 FC와의 경기 때 발목 부상을 당해 잔여 시즌을 치르지 못했다.

## 국가대표팀 경력
2014년 AFC U-19 챔피언십 대표팀에 발탁되었다.
2018년 AFC U-23 챔피언십 대표팀에 발탁되었고 전경기에 출전하여 많은 선방을 보여주는 등 좋은 활약을 보여주면서 극찬을 받았다. 하지만 송범근과 와일드카드인 조현우에 밀려 2018년 아시안게임 축구 국가대표팀 명단에 발탁되는 것에는 실패했다.

## 수상 내역

### 개인
- 2013년 대교눈높이 전국 고등리그 왕중왕전 골키퍼상
- 2018년 K리그 특별상(전 경기 전 시간 출장)
- 2020년 K리그 특별상(전 경기 전 시간 출장)